# ルブンバシ
ルブンバシ(Lubumbashi)は、コンゴ民主共和国の都市。人口については非常に幅広い統計結果があるが、およそ1,200,000人と見積もられている。

## 歴史
1910年、ベルギー人により建てられ、当時のベルギー皇后・エリザベート・ド・バヴィエールにちなんで名づけられたエリザベートヴィル(Elisabethville)が旧称であり、1960年に成立したカタンガ国の首都となり、1966年まではこの名が用いられていた。1910年にルブンバシ川の滝付近に独占企業の上カタンガ・ユニオン・ミニエールの精錬所が建設され、都市が発達した。現在は上カタンガ州に属しているが、ザイール時代はシャバ州の州都だった。また、2006年まではカタンガ州の州都だった。1971年時点での推計人口は335,000人であり、人口が急増している。

## 地理
コンゴ民主共和国南部に位置する標高1,000mに位置する都市である。上カタンガ州に属する。首都のキンシャサについで2番目の人口を誇り、コンゴ民主共和国の南部の上カタンガ州の州都である。ルブンバシ川沿いにあり、河水が利用できる。

## 気候
ケッペンの気候区分で温暖湿潤気候に区分される。
| ルブンバシの気候                                                                  | ルブンバシの気候 | ルブンバシの気候 | ルブンバシの気候 | ルブンバシの気候 | ルブンバシの気候 | ルブンバシの気候 | ルブンバシの気候 | ルブンバシの気候 | ルブンバシの気候 | ルブンバシの気候 | ルブンバシの気候 | ルブンバシの気候 | ルブンバシの気候 |
| 月                                                                                | 1月              | 2月              | 3月              | 4月              | 5月              | 6月              | 7月              | 8月              | 9月              | 10月             | 11月             | 12月             | 年               |
| --------------------------------------------------------------------------------- | ---------------- | ---------------- | ---------------- | ---------------- | ---------------- | ---------------- | ---------------- | ---------------- | ---------------- | ---------------- | ---------------- | ---------------- | ---------------- |
| 平均最高気温 °C （°F）                                                            | 26 (79)          | 26 (79)          | 26 (79)          | 27 (81)          | 26 (79)          | 25 (77)          | 25 (77)          | 27 (81)          | 30 (86)          | 31 (88)          | 28 (82)          | 26 (79)          | 26.9 (80.6)      |
| 日平均気温 °C （°F）                                                              | 21 (70)          | 21 (70)          | 21 (70)          | 20.5 (68.9)      | 18 (64)          | 16.5 (61.7)      | 16.5 (61.7)      | 18 (64)          | 21 (70)          | 23 (73)          | 22 (72)          | 21 (70)          | 19.96 (67.94)    |
| 平均最低気温 °C （°F）                                                            | 16 (61)          | 16 (61)          | 16 (61)          | 14 (57)          | 10 (50)          | 8 (46)           | 8 (46)           | 9 (48)           | 12 (54)          | 15 (59)          | 16 (61)          | 16 (61)          | 13 (55.4)        |
| 雨量 mm （inch）                                                                  | 253 (9.96)       | 257 (10.12)      | 202 (7.95)       | 60 (2.36)        | 4 (0.16)         | 1 (0.04)         | 0 (0)            | 0 (0)            | 4 (0.16)         | 37 (1.46)        | 163 (6.42)       | 257 (10.12)      | 1,238 (48.75)    |
| 平均降雨日数                                                                      | 24               | 23               | 21               | 9                | 2                | 0                | 0                | 0                | 1                | 5                | 17               | 24               | 126              |
| 出典：https://www.weather2travel.com/climate-guides/congo-kinshasa/lubumbashi.php |                  |                  |                  |                  |                  |                  |                  |                  |                  |                  |                  |                  |                  |

## 経済
ザンビアとの国境に近く、付近にエトアール・デュ・コンゴ銅山を有する銅山都市である。

## 交通

### 鉄道
モザンビークのベイラからザンビア領内を経由してアンゴラ領内のベンゲラへ結ぶ大陸横断鉄道が通り、鉄道駅の設置された交通の要衝である。

### 航空
- ルブンバシ国際空港

### 道路
- トランス・アフリカ・ハイウェイ 9号線

## 教育
- ルブンバシ大学

## スポーツ
サッカー・CAFチャンピオンズリーグを制しFIFAクラブワールドカップに3回出場しているTPマゼンベの本拠地である。

## 姉妹都市
- リエージュ、ベルギー

## 著名出身者
- クリスティアン・カバセレ：プロサッカー選手
- ビスマック・ビヨンボ：プロバスケットボール選手
- ゲーリー・キカヤ：陸上競技選手